# UCI America Tour 2021
L'UCI America Tour 2021 è stata la diciassettesima edizione dell'UCI America Tour, uno dei cinque circuiti continentali di ciclismo dell'Unione Ciclistica Internazionale, composto da cinque corse che si sono disputate tra novembre 2020 e ottobre 2021 nel continente americano.

## Calendario

### Novembre 2020
| Data  | Prova                                          | Cat. | Vincitore           | Squadra |
| ----- | ---------------------------------------------- | ---- | ------------------- | ------- |
| 21    | Campionati Centroamericani (Cronometro) (2020) | 1.2  | Christofer Jurado   | Panama  |
| 22    | Campionati Centroamericani (In linea) (2020)   | 1.2  | Alex Strah          | Panama  |
| 23-28 | Vuelta al Ecuador (2020)                       | 2.2  | Santiago Montenegro | Ecuador |

### Gennaio
| Data  | Prova                                 | Cat. | Vincitore     | Squadra            |
| ----- | ------------------------------------- | ---- | ------------- | ------------------ |
| 17-24 | Vuelta al Táchira en Bicicleta (2021) | 2.2  | Roniel Campos | Atlético Venezuela |

### Aprile
| Data  | Prova                    | Cat. | Vincitore           | Squadra  |
| ----- | ------------------------ | ---- | ------------------- | -------- |
| 16-25 | Vuelta a Colombia (2021) | 2.1  | José Tito Hernández | Medellín |

### Agosto
| Data  | Prova                                        | Cat. | Vincitore       | Squadra               |
| ----- | -------------------------------------------- | ---- | --------------- | --------------------- |
| 12    | Campionati caraibici (In linea) (2021)       | 1.2  | Joshua Kelly    | Barbados              |
| 13    | Campionati Caraibici (Cronometro) (2021)     | 1.2  | Augusto Sánchez | Rep. Dominicana       |
| 13    | Campionati Caraibici (Cronometro U23) (2021) | 1.2U | Conor White     | Bermuda               |
| 26-29 | Joe Martin Stage Race (2021)                 | 2.2  | Tyler Williams  | L39ION of Los Angeles |

### Settembre
| Data  | Prova                                          | Cat. | Vincitore                                           | Squadra                                             |
| ----- | ---------------------------------------------- | ---- | --------------------------------------------------- | --------------------------------------------------- |
| 3     | Campionati Centroamericani (Cronometro) (2021) | 1.2  | Franklin Archibold                                  | Panama                                              |
| 5     | Campionati Centroamericani (In linea) (2021)   | 1.2  | Christofer Jurado                                   | Panama                                              |
| 15-19 | Tour de Beauce                                 | 2.2  | annullato per la Pandemia di COVID-19 del 2019-2021 | annullato per la Pandemia di COVID-19 del 2019-2021 |
| 29-3  | Tour of the Gila                               | 2.2  | annullato per la Pandemia di COVID-19 del 2019-2021 | annullato per la Pandemia di COVID-19 del 2019-2021 |

### Ottobre
| Data  | Prova                        | Cat. | Vincitore      | Squadra                    |
| ----- | ---------------------------- | ---- | -------------- | -------------------------- |
| 22-31 | Tour de la Guadeloupe (2021) | 2.1  | Stefan Bennett | Team Pro Immo Nicolas Roux |

## Classifiche

### Classifica individuale
| Pos. | Corridore          | Squadra      | Punti |
| ---- | ------------------ | ------------ | ----- |
| 1    | Egan Bernal        | Ineos        | 2 576 |
| 2    | Richard Carapaz    | Ineos        | 2 018 |
| 3    | Michael Woods      | Israel       | 1 893 |
| 4    | Neilson Powless    | EF           | 986   |
| 5    | Rigoberto Uran     | EF           | 835   |
| 6    | Nairo Quintana     | Arkéa        | 827   |
| 7    | Miguel Ángel López | Movistar     | 704   |
| 8    | Esteban Chaves     | BikeExchange | 703   |
| 9    | Sepp Kuss          | Jumbo        | 550   |
| 10   | Brandon McNulty    | UAE          | 456   |

### Classifica a squadre
| Pos. | Squadra                         | Punti |
| ---- | ------------------------------- | ----- |
| 1    | Rally Cycling                   | 929   |
| 2    | Panamá es Cultura y Valores     | 648   |
| 3    | Best PC Ecuador                 | 607   |
| 4    | Wildlife Generation Pro Cycling | 570   |
| 5    | Team Medellín–EPM               | 390   |
| 6    | Canel's-ZeroUno                 | 289   |
| 7    | XSpeed United Continental       | 254   |
| 8    | Hagens Berman Axeon             | 249   |
| 9    | Start Cycling Team              | 233   |
| 10   | L39Ion Of Los Angeles           | 202   |

### Classifica per nazioni
| Pos. | Nazione     | Punti |
| ---- | ----------- | ----- |
| 1    | Colombia    | 6 796 |
| 2    | Ecuador     | 3 067 |
| 3    | Stati Uniti | 2 956 |
| 4    | Canada      | 2 858 |
| 5    | Panama      | 911   |
| 6    | Messico     | 620   |
| 7    | Guatemala   | 529   |
| 8    | Costa Rica  | 391   |
| 9    | Venezuela   | 382   |
| 10   | Porto Rico  | 371   |

### Classifica per nazioni U23
| Pos. | Nazione     | Punti |
| ---- | ----------- | ----- |
| 1    | Stati Uniti | 705   |
| 2    | Colombia    | 666   |
| 3    | Costa Rica  | 289   |
| 4    | Porto Rico  | 263   |
| 5    | Ecuador     | 232   |
| 6    | Panama      | 197   |
| 7    | Paraguay    | 191   |
| 8    | Bermuda     | 184   |
| 9    | Venezuela   | 175   |
| 10   | Guatemala   | 167   |